# Suïcida per amor
Suicida per amor és una pintura sobre tela feta per José Garnelo i Alda el 1892 (ca.) i que es troba conservada actualment a la Biblioteca Museu Víctor Balaguer, amb el número de registre 253 d'ençà que va ingressar l'abril del 1900, de la mà del mateix artista.

## Descripció
Escena en la qual hi ha un grup de persones en un interior. En primer terme hi ha una dona morta a terra amb un vestit blanc, al costat de la qual hi ha una tauleta rodona amb un llum de peu i un portaretrats. Al fons hi ha quatre homes, un d'ells és assegut amb un paper a les mans. Segons el títol aquesta obra mostra una dona jove que s'ha suïcidat per amor.

## Inscripció
Al quadre es pot llegir la inscripció "J. Garnelo".